# Naylor-Preis
Der Naylor Preis (englisch Naylor Prize and Lectureship in Applied Mathematics) ist ein Preis der London Mathematical Society (LMS) für angewandte Mathematik, der alle zwei Jahre vergeben wird. Er ist nach V. D. Naylor benannt. Die Preisträger müssen in Großbritannien wohnen. Der Preisträger aus dem Vorjahr hält auf der Versammlung der LMS den sogenannten „Naylor-Vortrag“ (Naylor Lecture).

## Preisträger
- 1977: Michael James Lighthill
- 1979: John Mason
- 1981: Christopher Longuet-Higgins
- 1983: Michael J. D. Powell
- 1985: Ian C. Percival
- 1987: Douglas Samuel Jones
- 1989: James D. Murray
- 1991: Roger Penrose
- 1993: Michael Berry
- 1995: John M. Ball
- 1997: Frank Kelly
- 1999: Stephen Hawking
- 2000: Athanassios S. Fokas
- 2002: Mark H. A. Davis
- 2004: Richard Jozsa
- 2007: Michael Boris Green
- 2009: Philip Maini
- 2011: J. Bryce McLeod
- 2013: Lloyd Nicholas Trefethen
- 2015: Steven Jonathan Chapman
- 2017: John Robert King
- 2019: Nicholas Higham
- 2021: Endre Süli
- 2023: Jens Eggers
- 2025: Helen Byrne[2]